# Аксаковы
Акса́ковы  (в старину Оксаковы) — древний русский дворянский род.
Род внесён в Бархатную книгу. При подаче документов для внесения рода в Бархатную книгу было предоставлено две родословные росписи Аксаковых: Сергеем Фёдоровичем (14 января 1686) и Григорием Васильевичем (22 мая 1686), а также три грамоты (1574, 1613 и 1617).

## Происхождение и история рода
Один из многих родов, претендовавших (по сказкам XVII века) на происхождение от знатного варяга Шимона, прибывшего в Киев (1027). Фамильное прозвание Оксаковы впервые появляется в XV столетии и родословная их роспись общая с Воронцовыми.
В родословцах родоначальником показан Иван Фёдорович по прозванию Оксак (XIII-колено) и в тюркских языках это прозвание означает «хромой», принадлежавший якобы к боярскому клану Вельяминовых. Его потомки в XVI—XVII веках служили воеводами, стряпчими, стольниками, московских дворянах и были жалованы за свою службу поместьями в Новгородской области, Московском, Можайском, Арзамасском, Боровском, Медынском, Ряжском, Симбирском и Тульском уездах
Семён Александрович Оксаков — внук Ивана Оксака, воевода в Стародубе (1564—1565), затем дворецкий. Юрий Иванович наместник в Рыльске (1583-1586).

## Известные представители
- Фёдор Дмитриевич Оксаков — внук Ивана Оксака
  - Михаил Фёдорович Низенький — воевода в Новгороде-Северском и Стародубе
    - Протасий Михайлович — воевода в Старой Руссе; владел землями в Московском уезде
      - Семён Протасьевич — воевода в Каргополе (1667—1668)
        - Пётр Семёнович (1662 — после 1732) — служил в Новоторжском полку, отставной подполковник, принимал участие во 2-м Азовском походе (1696).
        - Дмитрий Семёнович — капитан
          - Пётр Дмитриевич — бригадир, действительный камергер, статский советник, вице-губернатор в уфимской провинции (с 1740)
            - Андреян Петрович — поручик; владел сельцом Савинки Михайловского уезда Рязанской губернии; определением Рязанского дворянского депутатского собрания (22.11.1796) внесён в VI часть дворянской родословной книги Рязанской губернии[8]

        - Иван Семёнович Меньшой (1679—1735) — воевода в Клину (1735)
          - Николай Иванович (ок. 1721—1798) — племянник предыдущего, землевладелец в Клинском уезде Московской губернии; его потомки были внесены в VI часть дворянской родословной книги Московской губернии[9]
            -               - Николай Васильевич (1829—1902) — внук предыдущего, лесничий (в Калужской, затем — Костромской и Ярославской губерниях)
                - Сергей Николаевич (1861—1917) — гласный от Козельского уезда Калужского губернского земского собрания
                  - Сергей Сергеевич (1899—1987) — активный участник РОВС

                - Владимир Николаевич (1863—1916) — подполковник, севский уездный воинский начальник
                - Георгий Николаевич (1873—1914) — судебный пристав в Калужской губернии
                  - Михаил Георгиевич (1903—1938) — военный лётчик Красной армии

      - Михаил Протасьевич — «отставной стольник, живущий в Москве для посылок» (с 1703)
        - Алексей Михайлович († 1772) — капитан артиллерии
          - Иван Алексеевич — артиллерии полковник
            - Николай Иванович (ок. 1784—1848) — алексинский уездный предводитель дворянства (1832—1837); определением Тульского дворянского депутатского собрания (16.02.1825) вместе с женой и сыновьями внесён в IV часть дворянской родословной книги Тульской губернии; имел также земли в Рязанской и Костромской губерниях; женат на дочери действительного тайного советника Петра Степановича Валуева, Прасковье
              - Пётр Николаевич (1820—1880)
                - Николай Петрович (1848—1909) — русский публицист, прозаик, поэт, историк, богослов
                - Александр Петрович (1850 — не ранее 1917) — русский публицист, литератор

    - Фёдор Михайлович — воевода во Владимире; владел землями в Устюжском уезде
    - Юрий Михайлович — воевода в Костроме
      -         -           -             -               - Иван Алексеевич (ок.1752 — после 1801) — премьер-майор, Георгиевский кавалер (1794)
- Иван Александрович Оксаков († не позже 1586) — внук Ивана Оксака
  - Леонтий Иванович — воевода в Воронеже и Пскове, Брянске, Нижнем Новгороде
  - Юрий Иванович — голова в походе (1576), воевода в Великих Луках, наместник в Рыльске (1584).
    - Михаил Юрьевич —  сын боярский, убит в  летнем Ливонском походе (1577).
      - основатель арзамасской ветви Аксаковых Никифор (Бауш) Михайлович (1574—1620)
        -           -             - Иродион Иванович Аксаков († 1730) — правнук предыдущего, помещик Арзамасского уезда
              -                 - Николай Иванович (1730—1802) — внук предыдущего, губернатор в Смоленске и Ярославле, действительный тайный советник, член Военной коллегии
                  - Михаил Николаевич (1757—1818) — сенатор, генерал-лейтенант, член Военной коллегии

    - Даниил Юрьевич
      - Иван Данилович
        - Еремей (Любим) Иванович (до 1613—1672) — дворянин московский
          - основатель симбирской ветви Аксаковых Алексей Еремеевич Аксаков († 1680) — праправнук Юрия Ивановича; владел землями в Симбирском уезде (1672), владелец имения Троицкое
            -               - Надежда Ивановна (1747—1806) — правнучка предыдущего, жена коменданта Симбирска Михаила Максимовича Куроедова, хозяйка богатой усадьбы Чуфарово (выведена у С. Т. Аксакова под именем Прасковьи Ивановны Куролесовой)
              - Степан Михайлович (1724—1797) — двоюродный брат предыдущей, основатель села Ново-Аксаково в Оренбургской губернии; женат на Ирине Васильевне Неклюдовой
                - Тимофей Степанович (1759—1837) — прокурор Уфимского верхнего земского суда, основатель деревни Пёстровка; от двоюродной тётки, Надежды Ивановны Куроедовой, ему перешло село Надеждино; жена — Мария Николаевна Зубова
                  - Надежда Тимофеевна (1793—1887) — жена математика Г. И. Карташевского; владелица мызы Кобрино
                  - Сергей Тимофеевич (1791—1859) — прозаик, мемуарист, театральный и литературный критик, владелец усадьбы Абрамцево
                    - Константин Сергеевич (1817—1860) — литератор, историк и лингвист, идеолог славянофильства
                    - Григорий Сергеевич (1820—1891) — уфимский и самарский губернатор
                      - Сергей Григорьевич — коллежский секретарь
                        - Аксаков, Сергей Сергеевич (1890/1891—1968) — русский советский композитор

                    - Иван Сергеевич (1823—1886) — литератор, редактор и издатель, идеолог славянофильства
                    - Вера Сергеевна (1819—1864) — мемуаристка

                  - Николай Тимофеевич (1797—1882), действительный статский советник, брат Сергея Тимофеевича
                    - Александр Николаевич (1832—1903), сын предыдущего, спирит и медиум

По воспоминаниям Сергея Тимофеевича Аксакова, «древность дворянского происхождения была коньком моего дедушки, и хотя у него было сто восемьдесят душ крестьян, но, производя свой род, бог знает по каким документам, от какого-то варяжского князя, он ставил своё семисотлетнее дворянство выше всякого богатства и чинов».
После Октябрьской революции семья Аксаковых была представлена в СССР отставным поручиком Борисом Сергеевичем Аксаковым (1886—1954) и его женой мемуаристкой Татьяной Александровной.